# Cyperales
Cyperales is een botanische naam in de rang van orde: de naam is gevormd vanuit de familienaam Cyperaceae. Een orde onder deze naam wordt regelmatig erkend door systemen van plantensystematiek, maar niet door het APG-systeem (1998) en het APG II-systeem (2003).
Het Wettstein-systeem gebruikte deze naam voor een van de negen ordes in de klasse Monocotyledones. De samenstelling was deze:
- orde Cyperales
  - familie Cyperaceae

Het Cronquist-systeem (1981) gebruikte deze naam voor een van de zeven ordes in de onderklasse Commelinidae. De samenstelling was deze:
- orde Cyperales
  - familie Cyperaceae
  - familie Poaceae

Het Dahlgrensysteem gebruikte deze naam voor een van de vier ordes in de superorde Commelinanae. De samenstelling was deze:
- orde Cyperales
  - familie Juncaceae
  - familie Thurniaceae
  - familie Cyperaceae

In APG II worden deze families ingedeeld in de orde Poales.